# James Enslie

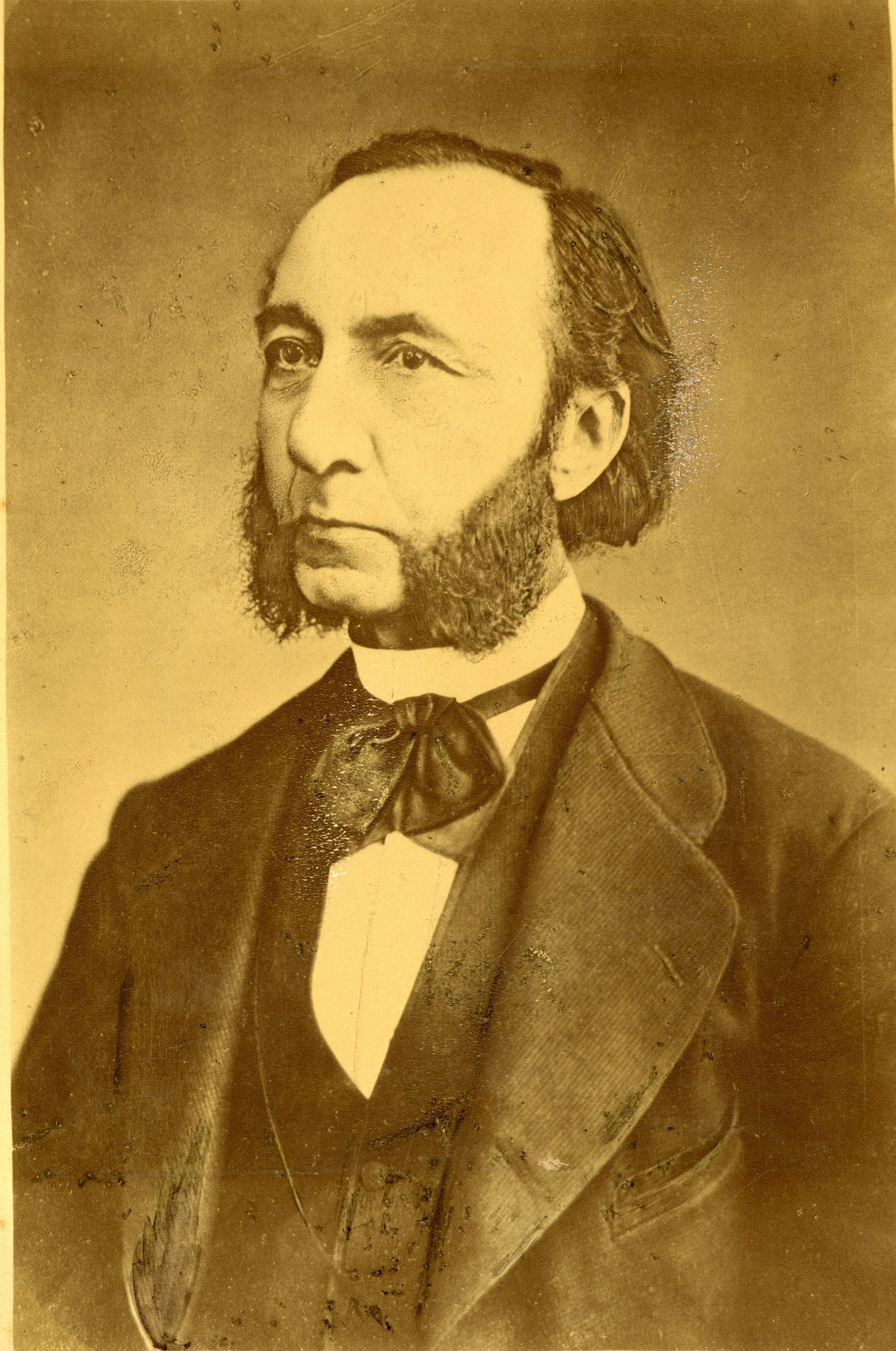
James Enslie (1854)

James Enslie (* 26. Dezember 1795 in Dordrecht, Provinz Zuid-Holland; † 3. Juli 1877 in Den Haag) war ein niederländischer Seeoffizier und Politiker, der zwischen 1852 und 1854 Marineminister im Kabinett Thorbecke I und im Kabinett Van Hall/Donker Curtius war.

## Leben
James Enslie, dessen Familie ursprünglich englischer Abstammung war, diente als Seeoffizier der Koninklijke Marine ab März 1817 aktiv auf verschiedenen Marineschiffen und war an Kampfhandlungen in Niederländisch-Indien beteiligt. Er wurde am 1. Mai 1823 zum Kapitänleutnant (Kapitein-luitenant ter zee) sowie am 1. Januar 1844 zum Kapitän zur See (Kapitein-ter-zee) befördert. Während er vom 1. Oktober 1844 bis zum 1. Mai 1851 Kommandant der Fregatte Zr. Ms. „Ceres“ war, erhielt er am 1. Februar 1851 seine Beförderung zum Konteradmiral (Schout-bij-nacht). Im Anschluss fungierte er zwischen dem 1. Mai und dem 1. November 1851 als Direktor der Marine im Marinehafen Willemsoord.
Nach dem Rücktritt von Engelbertus Lucas und einer kommissarischen Amtsführung durch Kriegsminister Johannes Theodorus van Spengler wurde Enslie am 1. November 1851 Marineminister (Minister van Marine) im Kabinett Thorbecke I und bekleidete dieses Ministeramt vom 19. April 1853 bis zum 16. Dezember 1854 auch im Kabinett Van Hall/Donker Curtius. Als Marineminister richtete er 1852 ein Komitee ein, um Fragen zu den maritimen Angelegenheiten des Staates zu untersuchen und dessen Vorsitzender Prinz Heinrich war. Des Weiteren führte er die Ausbildung von Kadetten (Adelborst) an Bord ein, aus der später das Marineinstitut in Willemsoord hervorging. 1854 führte ein Gesetz einige Änderungen bei der Bestrafung von Militärverbrechen ein, die unter anderem die Abschaffung des Kielholens vorsahen. Am 29. Juli 1854 wurde er zum Vizeadmiral (Vice-admiraal) befördert. Nachdem die Zweite Kammer der Generalstaaten am 11. Dezember 1854 den Haushalt der Marine mit 36 zu 25 Stimmen abgelehnt hatte, trat er zurück. Die Zweite Kammer machte ihn für den Niedergang der Marine verantwortlich. Zu den Gegenstimmen zählten viele Liberale, darunter der frühere Ministerpräsident Johan Rudolf Thorbecke, aber auch Antirevolutionäre und Konservative wie Nicolaas Pieter Jacob Kien, Jean Chrétien Baud und Pieter Hendrik Taets van Amerongen tot Natewisch. Am 30. Juni 1855 trat er schließlich in den Ruhestand.